# Dietrich von Choltitz
Dietrich von Choltitz (9 tháng 11 1894 - 4 tháng 11 1966) là một Thượng tướng Bộ binh quân đội Đức Quốc xã. Ông giữ chức thống đốc Paris khi thành phố này bị quân Đồng Minh và lực lượng kháng chiến Pháp tấn công năm 1944. Hitler ra lệnh buộc ông phải cố thủ tới cùng và phải đốt rụi Paris nếu rút lui. Choltitz quyết định không tuân lệnh và ra đầu hàng. Ông bị bắt làm tù binh và bị giam tại Anh cho đến năm 1947 thì được thả. Ông chết năm 1966. Nhiều sĩ quan Pháp đến dự tang lễ của ông tại Baden-Baden, khu vực Đức có nhiều quân Pháp trấn đóng.